# Wolferode (Stadtallendorf)
Wolferode ist ein Stadtteil von Stadtallendorf im mittelhessischen Landkreis Marburg-Biedenkopf. Der Ort liegt nördlich des Hauptorts in der Westhessischen Senke. Durch den Ort führt die Landesstraße 3071. Der öffentliche Personennahverkehr wird durch eine Stadtbusverbindung nach Stadtallendorf sichergestellt.

## Geschichte

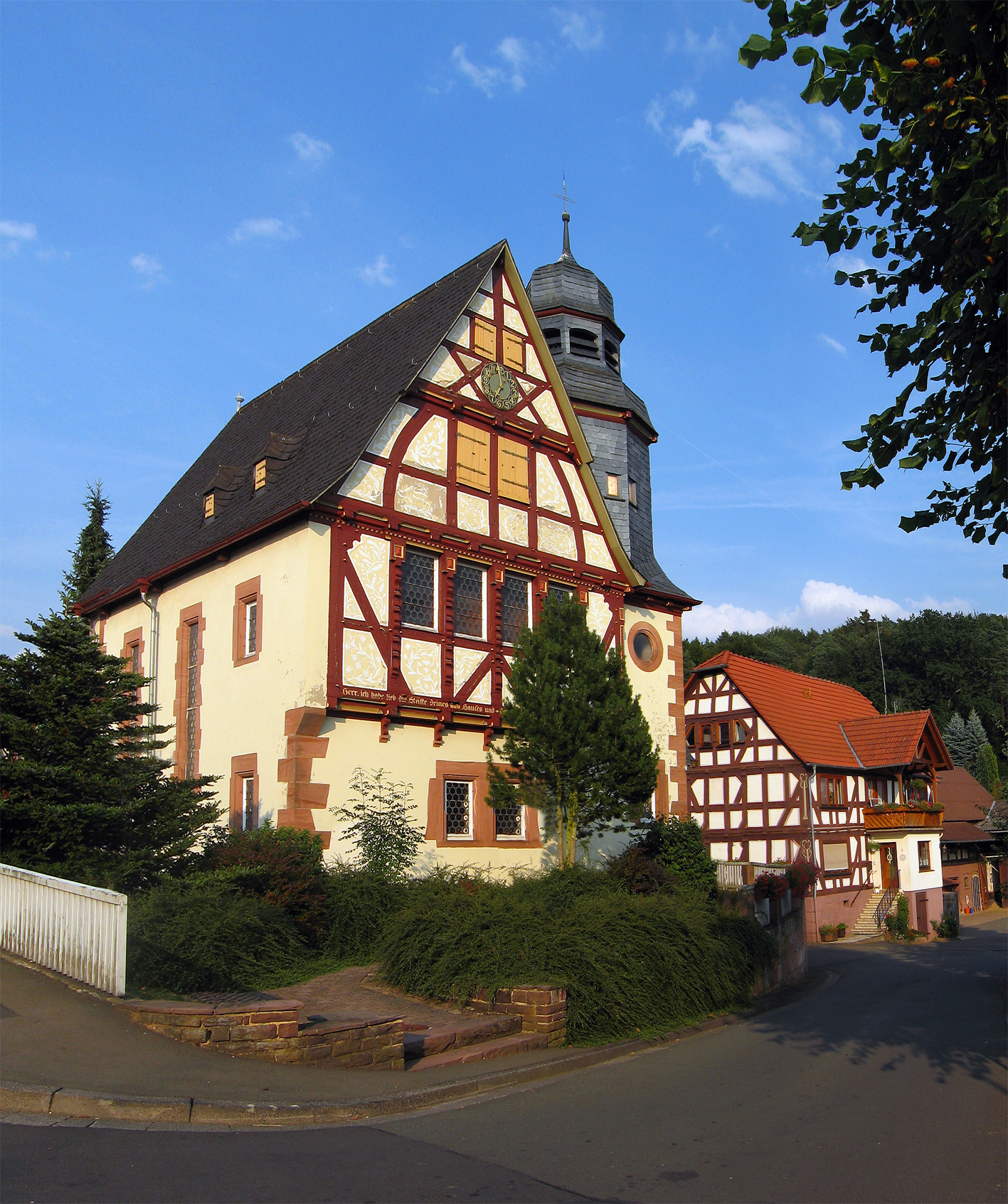
Wolferoder Kirche

### Ortsgeschichte
Die älteste bekannte schriftliche Erwähnung von Wolferode erfolgte unter dem Namen de Wolvolderode um das Jahr 1260 in einer Urkunde des Klosters Haina. Weitere Erwähnungen erfolgten unter den Ortsnamen (in Klammern das Jahr der Erwähnung): Wolferode (1358), Welferoda (1359), Wulferode (1381) und Wolferode (1382).
Der Ort gehörte ursprünglich zur Grafschaft Ziegenhain und fiel mit dieser im Jahre 1450, nach dem Tod Johanns II., des letzten Grafen von Ziegenhain, an die Landgrafschaft Hessen.
1909 wurde die evangelische Fachwerkkirche gebaut; sie gehört zum Kirchspiel Josbach.
Im Zuge der Gebietsreform in Hessen kam die bis dahin selbständige Gemeinde Wolferode zum 1. Juli 1974 kraft Landesgesetz zur Stadt Allendorf, Landkreis Marburg (damalige amtliche Bezeichnung der Stadt). Für Wolferode wurde ein Ortsbezirk eingerichtet.

### Verwaltungsgeschichte im Überblick
Die folgende Liste zeigt die Staaten und Verwaltungseinheiten, denen Wolferode angehört(e):
- vor 1567: Heiliges Römisches Reich, Landgrafschaft Hessen, Amt Rauschenberg[7]
- ab 1567: Heiliges Römisches Reich, Landgrafschaft Hessen-Marburg, Amt Rauschenberg[8]
- 1604–1648: Heiliges Römisches Reich, strittig zwischen Landgrafschaft Hessen-Darmstadt und Landgrafschaft Hessen-Kassel (Hessenkrieg)
- ab 1648: Heiliges Römisches Reich, Landgrafschaft Hessen-Kassel, Amt Rauschenberg
- ab 1806: Landgrafschaft Hessen-Kassel, Amt Rauschenberg
- 1807–1813: Königreich Westphalen, Departement der Werra, Distrikt Marburg, Kanton Rauschenberg
- ab 1815: Kurfürstentum Hessen, Amt Rauschenberg[9]
- ab 1821: Kurfürstentum Hessen, Provinz Oberhessen, Kreis Kirchhain[10][Anm. 2]
- ab 1848: Kurfürstentum Hessen, Bezirk Marburg
- ab 1851: Kurfürstentum Hessen, Provinz Oberhessen, Kreis Kirchhain
- ab 1867: Königreich Preußen, Provinz Hessen-Nassau, Regierungsbezirk Kassel, Kreis Kirchhain
- ab 1871: Deutsches Reich, Königreich Preußen, Provinz Hessen-Nassau, Regierungsbezirk Kassel, Kreis Kirchhain
- ab 1918: Deutsches Reich, Freistaat Preußen, Provinz Hessen-Nassau, Regierungsbezirk Kassel, Kreis Kirchhain
- ab 1932: Deutsches Reich, Freistaat Preußen, Provinz Hessen-Nassau, Regierungsbezirk Kassel, Kreis Marburg
- ab 1944: Deutsches Reich, Freistaat Preußen, Provinz Kurhessen, Landkreis Marburg
- ab 1945: Amerikanische Besatzungszone, Groß-Hessen, Regierungsbezirk Kassel, Landkreis Marburg
- ab 1946: Amerikanische Besatzungszone, Hessen, Regierungsbezirk Kassel, Landkreis Marburg
- ab 1949: Bundesrepublik Deutschland, Hessen, Regierungsbezirk Kassel, Landkreis Marburg
- ab 1974: Bundesrepublik Deutschland, Hessen, Regierungsbezirk Kassel, Landkreis Marburg-Biedenkopf, Stadt Allendorf[Anm. 3]
- ab 1977: Bundesrepublik Deutschland, Land Hessen, Regierungsbezirk Kassel, Landkreis Marburg-Biedenkopf, Stadt Stadtallendorf[Anm. 4]
- ab 1981: Bundesrepublik Deutschland, Hessen, Regierungsbezirk Gießen, Landkreis Marburg-Biedenkopf, Stadt Stadtallendorf

## Bevölkerung

### Einwohnerstruktur 2011
Nach den Erhebungen des Zensus 2011 lebten am Stichtag, dem 9. Mai 2011, in Wolferode 435 Einwohner. Darunter waren 12 (2,8 %) Ausländer.
Nach dem Lebensalter waren 66 Einwohner unter 18 Jahren, 180 zwischen 18 und 49, 105 zwischen 50 und 64 und 87 Einwohner waren älter. Die Einwohner lebten in 171 Haushalten. Davon waren 39 Singlehaushalte, 54 Paare ohne Kinder und 57 Paare mit Kindern, sowie 18 Alleinerziehende und 3 Wohngemeinschaften. In 33 Haushalten lebten ausschließlich Senioren/-innen und in 105 Haushaltungen lebten keine Senioren/-innen.

### Einwohnerentwicklung
Quelle: Historisches Ortslexikon
- 1502: 4 Männer
- 1577: 28 Hausgesesse
- 1629: 11 Dienste, 2 Einläuftige
- 1681: 8 hausgesessene Mannschaften
- 1747: 40 Haushalte
- 1838: Familien: 51 nutzungsberechtigte, 6 nicht nutzungsberechtigte Ortsbürger, 10 Beisassen

| Wolferode: Einwohnerzahlen von 1780 bis 2011 | Wolferode: Einwohnerzahlen von 1780 bis 2011 | Wolferode: Einwohnerzahlen von 1780 bis 2011 | Wolferode: Einwohnerzahlen von 1780 bis 2011 | Wolferode: Einwohnerzahlen von 1780 bis 2011 |
| --- | -------------------------------------------- | -------------------------------------------- | -------------------------------------------- | -------------------------------------------- |
| Jahr |                                              |                                              |                                              | Einwohner                                    |
| 1780 | 1780                                         |                                              | 214                                          | 214                                          |
| 1800 | 1800                                         |                                              | ?                                            | ?                                            |
| 1834 | 1834                                         |                                              | 326                                          | 326                                          |
| 1840 | 1840                                         |                                              | 375                                          | 375                                          |
| 1846 | 1846                                         |                                              | 384                                          | 384                                          |
| 1852 | 1852                                         |                                              | 381                                          | 381                                          |
| 1858 | 1858                                         |                                              | 368                                          | 368                                          |
| 1864 | 1864                                         |                                              | 370                                          | 370                                          |
| 1871 | 1871                                         |                                              | 340                                          | 340                                          |
| 1875 | 1875                                         |                                              | 345                                          | 345                                          |
| 1885 | 1885                                         |                                              | 348                                          | 348                                          |
| 1895 | 1895                                         |                                              | 298                                          | 298                                          |
| 1905 | 1905                                         |                                              | 352                                          | 352                                          |
| 1910 | 1910                                         |                                              | 381                                          | 381                                          |
| 1925 | 1925                                         |                                              | 367                                          | 367                                          |
| 1939 | 1939                                         |                                              | 386                                          | 386                                          |
| 1946 | 1946                                         |                                              | 565                                          | 565                                          |
| 1950 | 1950                                         |                                              | 507                                          | 507                                          |
| 1956 | 1956                                         |                                              | 441                                          | 441                                          |
| 1961 | 1961                                         |                                              | 440                                          | 440                                          |
| 1967 | 1967                                         |                                              | 424                                          | 424                                          |
| 1980 | 1980                                         |                                              | ?                                            | ?                                            |
| 1990 | 1990                                         |                                              | ?                                            | ?                                            |
| 2000 | 2000                                         |                                              | ?                                            | ?                                            |
| 2011 | 2011                                         |                                              | 435                                          | 435                                          |
| Datenquelle: Historisches Gemeindeverzeichnis für Hessen: Die Bevölkerung der Gemeinden 1834 bis 1967. Wiesbaden: Hessisches Statistisches Landesamt, 1968. Weitere Quellen: LAGIS; Zensus 2011 |                                              |                                              |                                              |                                              |

### Historische Religionszugehörigkeit
Quelle: Historisches Ortslexikon
- 1861: 222 evangelisch-lutherische, 147 evangelisch-reformierte, ein katholischer, 8 jüdische Einwohner
- 1885: 331 evangelische (= 97,35 %), zwei katholische (= 0,59 %) und 7 jüdische (= 2,06 %) Einwohner
- 1961: 435 evangelische (= 98,86 %), 5 römisch-katholische (= 1,14 %) Einwohner

### Historische Erwerbstätigkeit
| Quelle: Historisches Ortslexikon - 1780: 2 Maurer, 2 Wagner, 3 Schneider, 10 Leineweber, 1 Ziegler, 1 Musikant, 6 Tagelöhner(-innen), 2 Lohnschäfer, 1 Branntweinbrenner, 3 Müller. - 1838: Familien: 34 Ackerbau, 7 Gewerbe, 26 Tagelöhner - 1961: Erwerbspersonen: 129 Land- und Forstwirtschaft, 73 Produzierendes Gewerbe, 16 Handel und Verkehr, 11 Dienstleistungen und Sonstiges. |

## Politik
Für Wolferode besteht ein Ortsbezirk mit Ortsbeirat und Ortsvorsteher nach der Hessischen Gemeindeordnung. Er umfasst das Gebiet der ehemaligen Gemeinde Wolferode.
Der Ortsbeirat besteht aus fünf Mitgliedern. Bei den Kommunalwahlen in Hessen 2021 betrug die Wahlbeteiligung zum Ortsbeirat 58,19 %. Alle Kandidaten gehörten der „Bürgerliste Wolferode“ an. Der Ortsbeirat wählte Manfred Dönges zum Ortsvorsteher.

## Kultur und Infrastruktur
- In Wolferode gibt es ein Dorfgemeinschaftshaus.
- Der Dorfplatz wurde 1979 neu gebaut.
- Am 12. Mai 2011 wurde Wolferode in der Hessenschau als Dolles Dorf gezogen; am 14. Mai 2011 wurde der Filmbeitrag dazu in der Hessenschau gezeigt.

## Persönlichkeiten
- Konrad Fischer (Landrat) (* 1895 in Wolferode; † 1982), Zahnarzt und Landrat